# İdmanocağı SK
İdmanocağı SK är en sportklubb från Trabzon, Turkiet. Klubben grundades 20 januari 1921. Den har lag i fotboll (herrar och damer) och har tidigare haft lag i volleyboll (damer). Tidigare hade klubben ett professionellt herrlag i fotboll (det nuvarande är ett amatörlag). Turkiets fotbollsförbund beslutade i början av 1960-talet att regionlag skulle bildas. Därför slogs klubben 1967 samman med İdmangücü (som tidigare varit värsta konkurrenten) och bildade Trabzonspor. Klubbens damlag i fotboll spelade sin första säsong 2007/2008 och har som bäst blivit trea i Süper Ligi (högsta serien). Klubbens volleybollag vann BVA Cup 2015 och gick till final i CEV Challenge Cup 2015–2016. Laget lades ner 2018.